# José Luis Quesada
José Luis Quesada Soto (Río Segundo; 1 de diciembre de 1926-29 de octubre de 2005) fue un futbolista costarricense que se desempeñaba como defensa.

## Clubes
| Club                 | País       | Año       |
| -------------------- | ---------- | --------- |
| Alajuelense          | Costa Rica | 1949-1961 |
| Sacachispas          | Guatemala  | 1961-1963 |
| Marquense            | Guatemala  | 1963-1964 |
| Municipal Puntarenas | Costa Rica | 1964-1966 |

## Palmarés

### Títulos nacionales
| Título            | Equipo      | País       | Año  |
| ----------------- | ----------- | ---------- | ---- |
| Copa Gran Bretaña | Alajuelense | Costa Rica | 1949 |
| Primera División  | Alajuelense | Costa Rica | 1949 |
| Primera División  | Alajuelense | Costa Rica | 1950 |
| Primera División  | Alajuelense | Costa Rica | 1958 |
| Primera División  | Alajuelense | Costa Rica | 1959 |
| Primera División  | Alajuelense | Costa Rica | 1960 |

### Títulos internacionales
| Título                                  | Equipo     | Sede | Año  |
| --------------------------------------- | ---------- | ---- | ---- |
| Campeonato Centroamericano y del Caribe | Costa Rica | Cuba | 1960 |